# Дядо Мраз
Дядо Мраз (на руски: Дед Моро́з, Дедушка Мороз, на сръбски: Дјед Мраз, Деда Мраз, на словашки: Dedo Mráz; на полски: Dziadek Mróz или Morozko) е образ, идващ от славянската митология, символ на зимните студове.
В СССР от края на 30-те години на XX век Дядо Мраз става задължителен каноничен образ на Новата година, празнувана като своеобразен заместител на Рождество Христово. Тази традиция е въведена след неколкогодишна забрана на коледната елха.
В традиционните представи на българина Дядо Мраз е персонифициран образ на зимата и характерните за нея явления, подобно на Баба Зима, Баба Виелица (силна снежна буря), Северняка (бурният северен вятър), Голям Сечко (свързван с м. януари), Малък Сечко (свързван с м. февруари) или Баба Марта (свързана с края на зимата, м. март и пролетта), без да се свързва непременно с Коледа или празнуването на Нова година в последния ден на м. декември, какъвто обичай през този период от годината предците ни не познават. С навлизането в края на XIX и началото на XX в. в България на Коледно-Новогодишни традиции, характерни за Западна и Централна Европа като украсяването на коледно дърво, празнуване на Нова година, размяната на подаръци и т.н., които имат преди всичко светски характер, възниква нуждата да се намери подходящ зимен персонаж, който да се обвърже с празника. Със Св. Николай Чудотворец (Санта Клаус) в българската народна традиция са свързани съвсем друг тип вярвания и обичаи. Вероятно под Западнославянско влияние (чехи, словаци, словенци, поляци, които като част от Австро-Унгария, Италия или Германия изпитват тяхното непосредствено културно влияние) за подходящият зимен персонаж, който да се свърже със светския начин на празнуване на Коледа и Нова година е избран Дядо Мраз. Редица български поети и писатели дават своя принос за изграждане образа на Дядо Мраз като белобрад старец, живеещ на Северния полюс и неговото обвързване с Коледно-Новогодишните празници и присъщата им тържественост, поставяйки началото на традиция, която след 1990 г. беше заклеймена като идеологически мотивирана и възникнала под непосредственото съветско влияние.
В България образът на Дядо Мраз се среща в литературата от ранните години на XX век. Доказателство за това е стихотворението на Елин Пелин от 1908 година:
| „ | Знаете ли кой съм аз – дядо ви Мраз?… Тежък лед ми е брадата, от бял сняг ми е косата. Ледни, дишам, ветрове, страшни трупам снегове. Дето щипна – почервее, дето хапна, посинее. Бягай в къщи и се сгрей, гледай вънка и се смей! | “ |

Освен Елин Пелин, който през 1910 г. пише и приказката Дядо Мраз и внуците му , стихове, приказки и детски разкази, посветени на Дядо Мраз през 20-те и 30-те г. на XX в. създават още поети като Гео Милев (1895 – 1925) и Асен Разцветников (1897 – 1951), детски писатели като Чичо Стоян (1866 – 1939) и Георги Райчев (1882 – 1947).
Дядо Мраз раздава подаръци в навечерието на Новата година на организирани тържества в детски градини и училища. На 9 януари 1936 г. във Варна се организира общинско празненство с елха за бедните ученици, на което е представена детска пиеса Дядо Мраз, ученически хор изпълнява коледни песни, а в антракта са раздадени подаръци на децата.
Образът на Дядо Мраз е комбиниран от този на Свети Николай, приказния герой Мороз Иванич и сходни персонажи, европейския и американски Синтерклаас и победоносен войник от Червената армия. Отначало Дядо Мраз се изобразява в дълга до земята бяла или синя шуба, дълга бяла брада и ботуши. След 1940 все повече се налага червената премяна, която много преди това става традиционна и за образа на Дядо Коледа (вижте Coca-Cola). Шейната му е карана от тройка коне. Негова неотлъчна спътница е Снежанка (на руски: Снегурочка). Тя е облечена в сребриста, бяла или синя шуба.